# Biosfeerreservaat Teberdinski
Het Biosfeerreservaat Teberdinski of Zapovednik Teberdinski (Russisch: Тебердинский государственный природный биосферный заповедник) is gelegen in de autonome republiek Karatsjaj-Tsjerkessië in Rusland. Het 1.214,14 km² grote reservaat maakt deel uit van de Grote Kaukasus. Het ligt op circa 40 kilometer ten oosten van Biosfeerreservaat Kaukasus, dat onderdeel is van het UNESCO-Werelderfgoedgebied «Westelijke Kaukasus». De hoogten variëren tussen 1.260 en 4.047 meter boven zeeniveau. De hoogste bergtop van het gebied is de Dombaj-Oelgen.

## Flora en fauna
De voet van het gebergte is tot aan 2.200 à 2.300 m hoogte begroeid met nordmann-sparren (Abies nordmanniana). Hogerop worden deze vervangen door beuken- en berkenbossen. Boven de boomgrens bevinden zich alpenweiden, gletsjers, kliffen en rotsformaties. Onder de diersoorten bevinden zich soorten die endemisch zijn voor de Kaukasus, soorten die karakteristiek zijn voor de boreale zone, de Centraal-Aziatische gebergten en de Alpen. Dit zijn onder andere de Euraziatische lynx (Lynx lynx), Turkse gems (Rupicapra asiatica), kaukasushert (Cervus elaphus maral), West-Kaukasische toer (Capra caucasica), zevenslaper (Glis glis), Kaukasisch korhoen (Lyrurus mlokosiewiczi), Kaukasisch berghoen (Tetraogallus caucasicus), monniksgier (Aegypius monachus) en ruigpootuil (Aegolius funereus). Ook zijn er in 1968 wisenten (Bison bonasus) geherintroduceerd in het Biosfeerreservaat Teberdinski. Deze populatie is na de ontbinding van de Sovjet-Unie sterk in aantal achteruit gegaan, veroorzaakt door stroperij. Na een aanvulling van acht individuen in 2012, was het aantal wisenten in 2015 weer gegroeid naar 32 exemplaren.

## Afbeeldingen

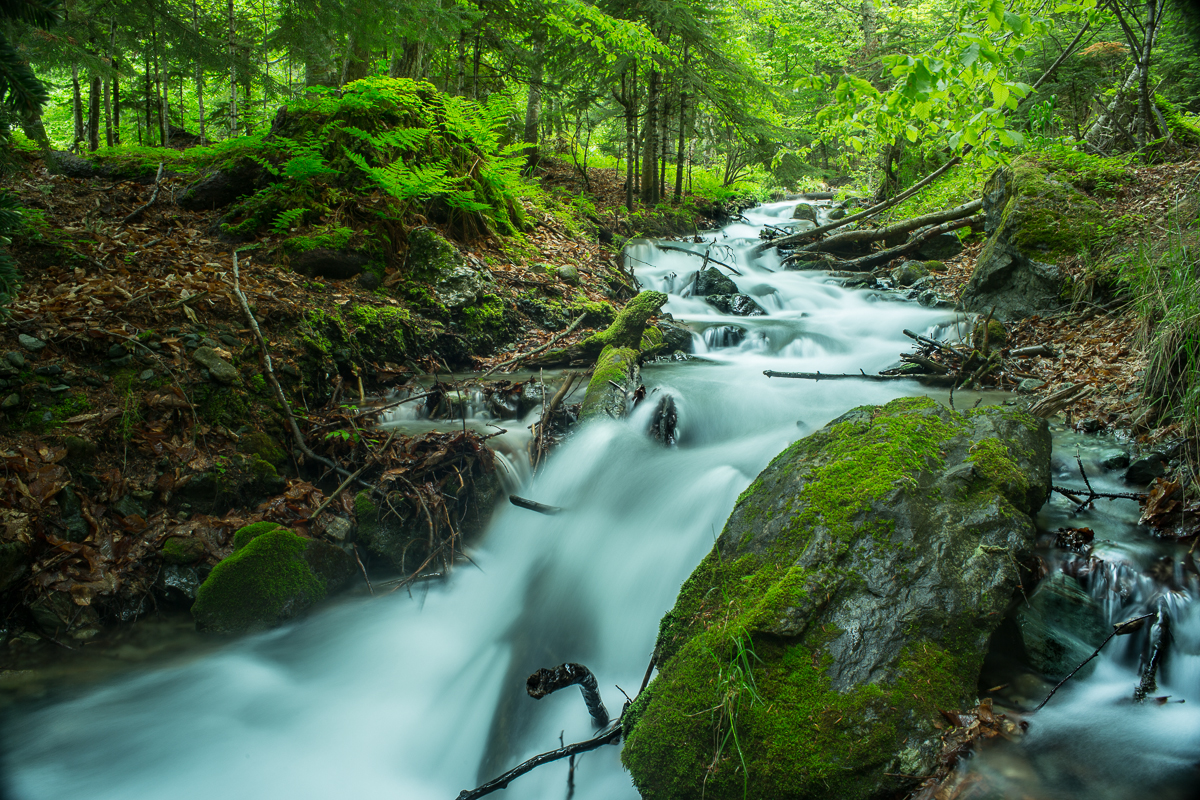
Snelstromende bergbeek.
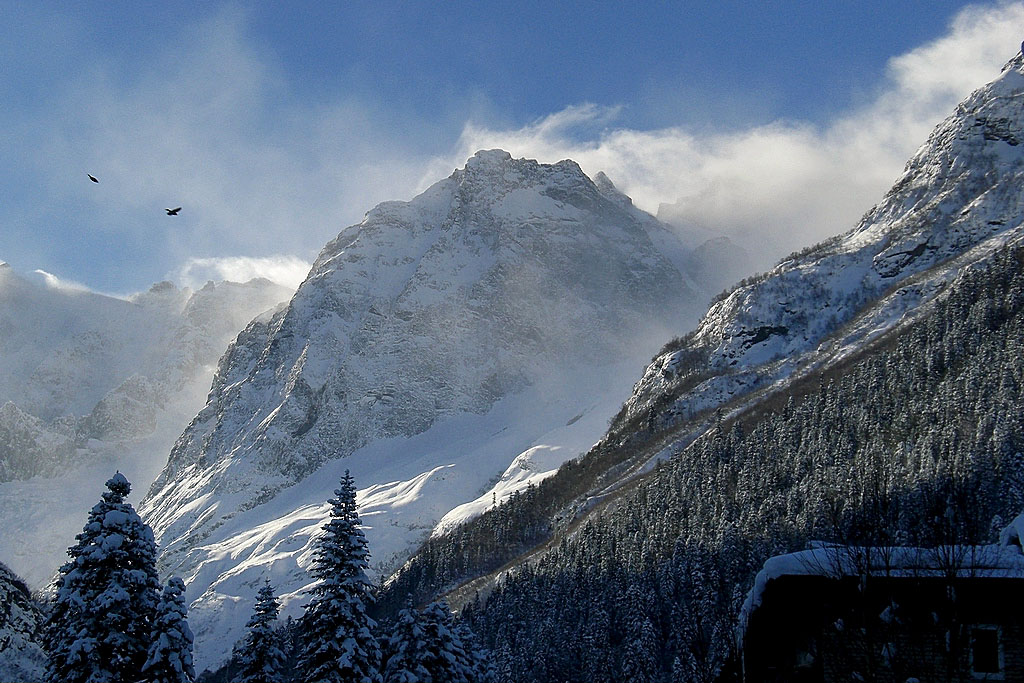
Uitzicht op de bergen vanuit de plaats Dombaj.
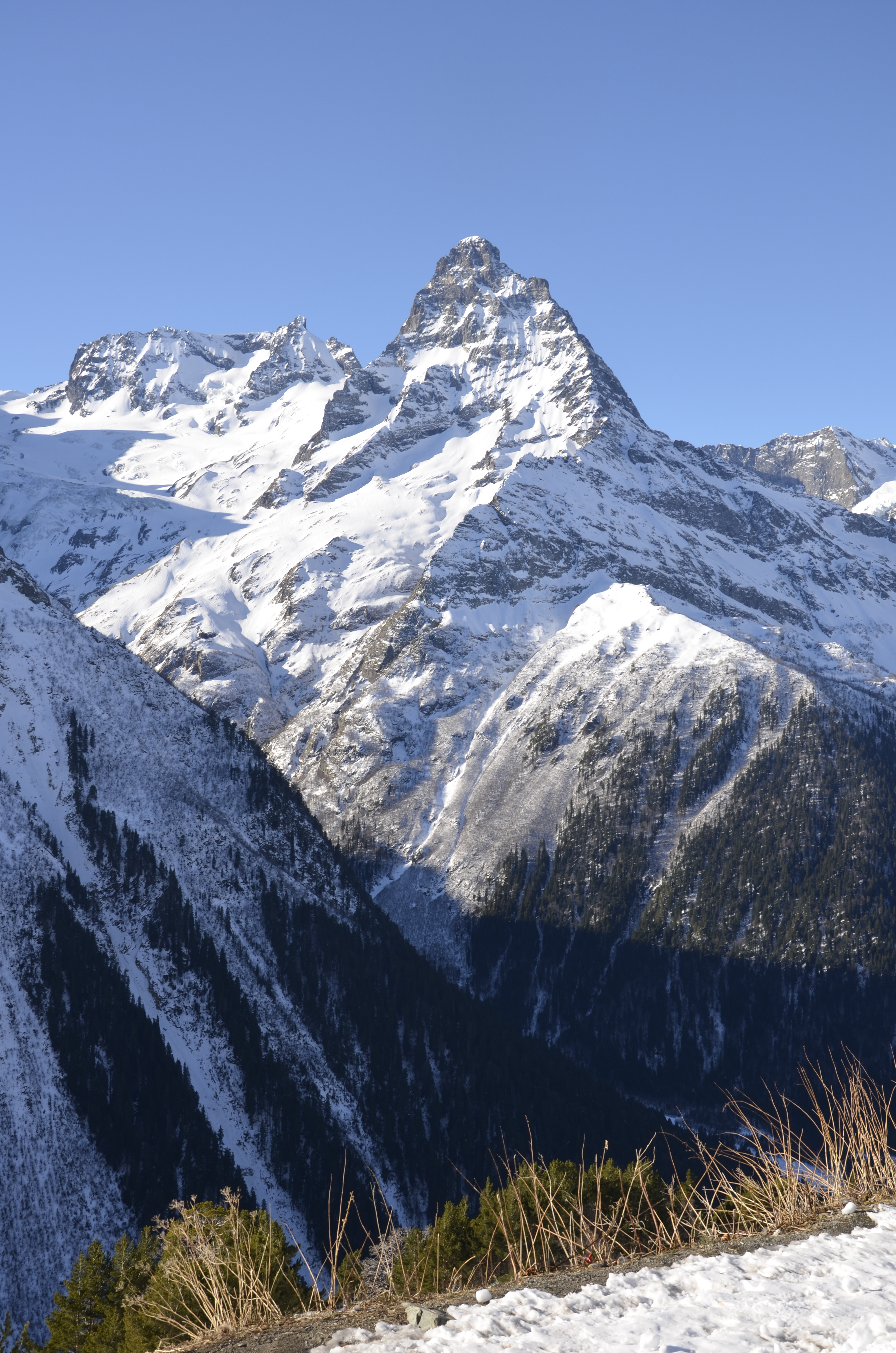
De bergtop Bjelalakaja.
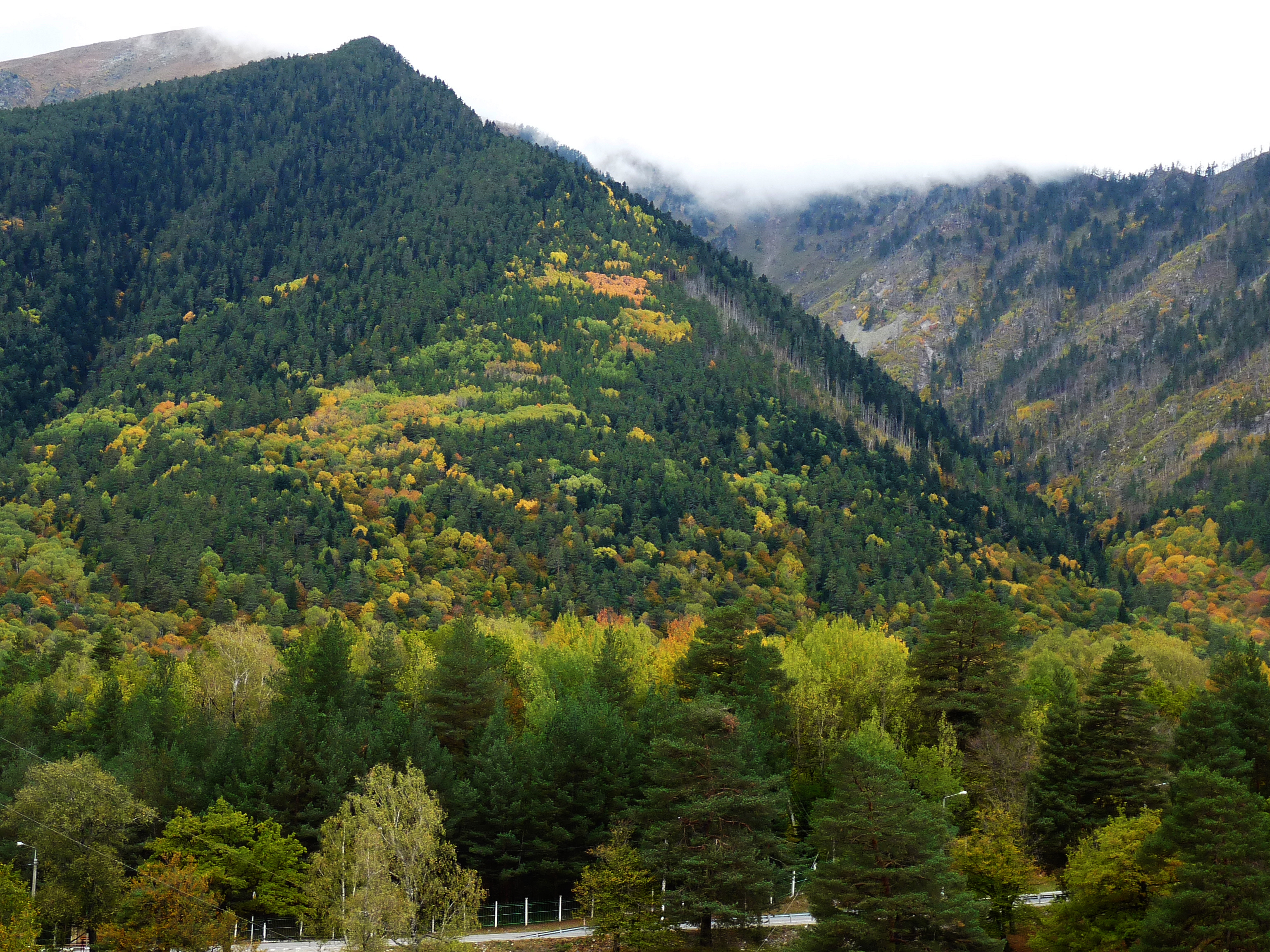
Bergen en hellingbossen in Biosfeerreservaat Teberdinski.
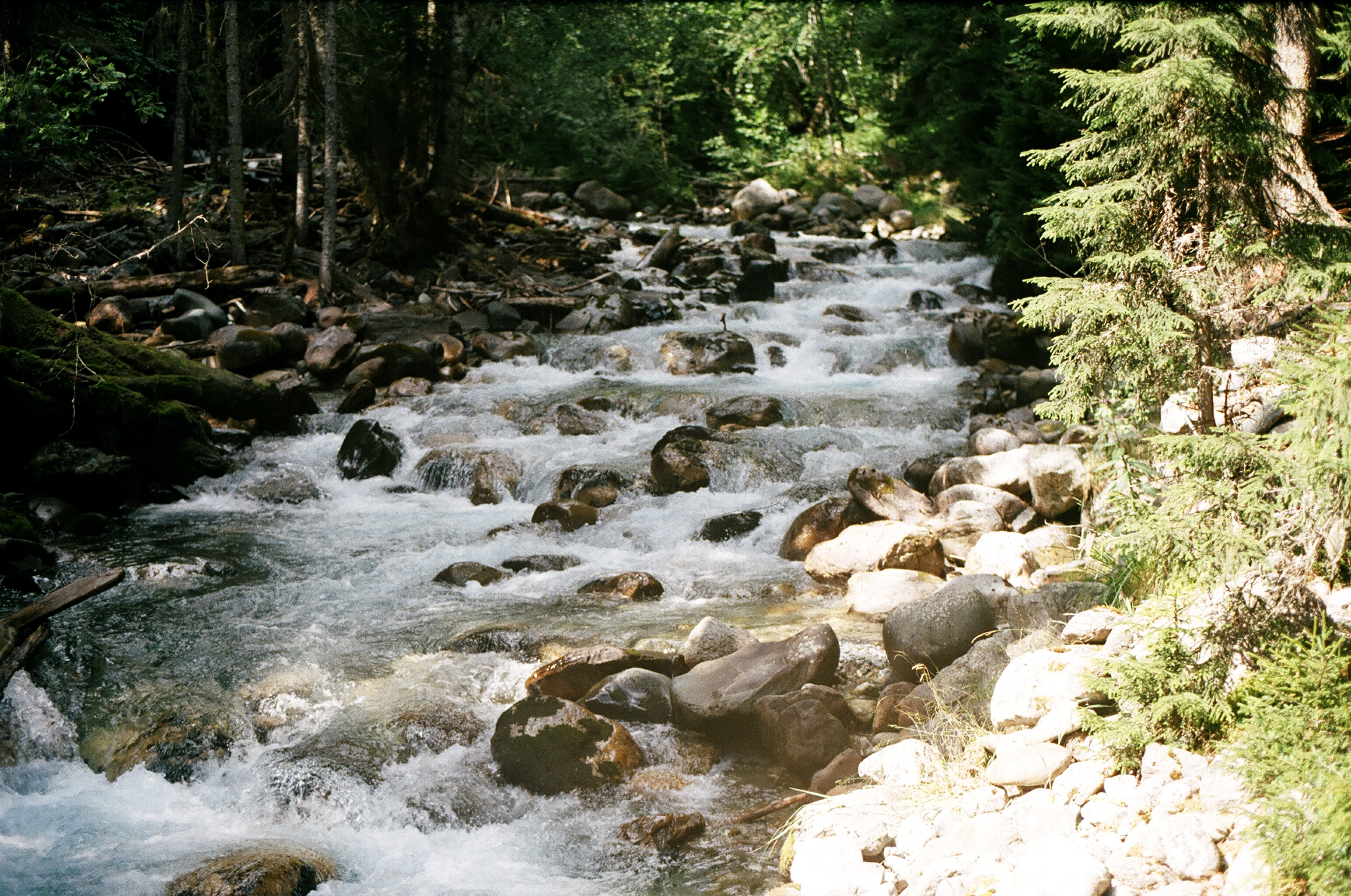
Bergrivier.

- Virtual International Authority File: 1537154260596624480000